# Molino

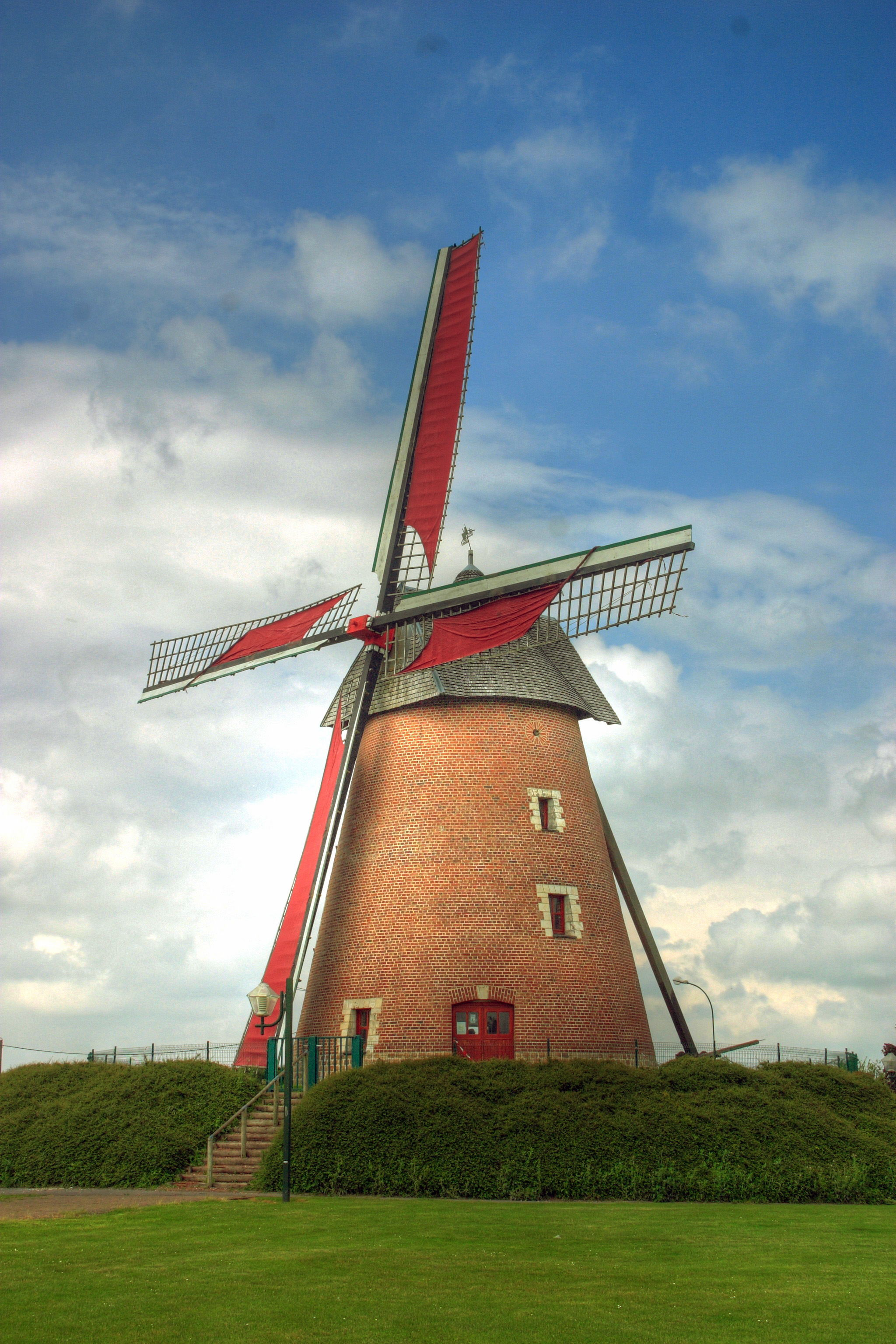
Molino de viento de Achicourt, Francia.

El molino es todo aquel ingenio, artefacto o maquinaria que sirve para «moler» un sólido hasta reducirlo a porciones menudas o incluso pulverizarlo; utilizando algún tipo de energía, ya sea la fuerza del viento (eólica) o del agua (hidráulica), o un motor, ya sea térmico o eléctrico.
Para lo perteneciente o relativo al molino o a la molinería y para aquella persona que tiene a su cargo un molino o que trabaja en él, se utiliza el vocablo «molinero».

## Historia

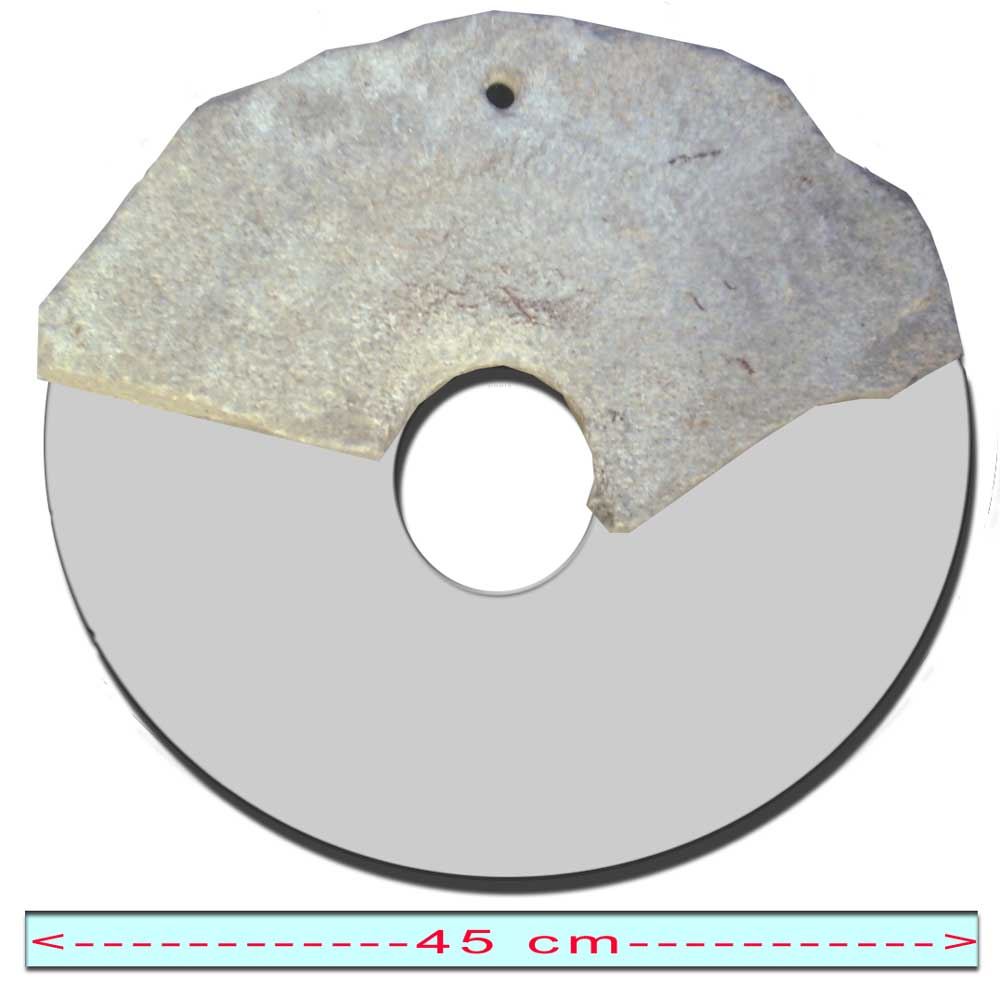
Molino manual celtíbero.

Los molinos más antiguos eran de mano y se usaban para moler muchos tipos de tubérculos, pero su expansión es característica del Neolítico, la fase económica caracterizada por la extensión de la agricultura. Aunque siguieron moliéndose semillas de recolección, como bellotas o castañas, el producto principal pasaron a ser los cereales, diversas gramíneas cultivadas en distintas partes del mundo. Los trigos se desarrollaron en Anatolia y Oriente Próximo entre dieciocho milenios a. C. 
Es muy probable que la molienda del trigo para producir harina se hiciera primitivamente por medio de majaderos y de morteros, o machacándolo entre dos piedras planas: las mejoras de este último procedimiento han debido llevar a la invención de los molinos de tracción a sangre (animales), que alcanza hasta la más remota antigüedad y de ella se habla con frecuencia en la Biblia: Sansón hizo girar la muela entre los filisteos, etc. Homero habla también de ella en la Odisea. Más tarde aplicaron también a él algunos animales. En este trabajo también empleaban a los esclavos y a los penados. 
En el tratado Neumática de Filón de Bizancio se incluye la primera descripción del molino de agua de la historia, situando su invención a mediados del siglo III  a. C.
Si bien la fecha de su invención no ha sido determinada, los romanos conocieron los molinos hidráulicos antes del siglo I a. C., pues en esa época Vitruvio hizo la descripción de una rueda hidráulica aplicada a un ingenio de molienda. Plinio el Viejo, sesenta años después, habla de ellos como de una máquina cuyo empleo no es común. Queda noticia de molinos hidráulicos de eje horizontal en los ríos durante el mandato de Arcadio y Honorio. En tiempos de Justiniano, gobernando en Roma el general bizantino Belisario, y ante el sitio de la ciudad por el godo Vitigio, desarrolló el uso de los que se consideran primeros molinos flotantes en el Tíber, ingenios que luego pasaron a Europa Central.

## Mecanismos y molienda

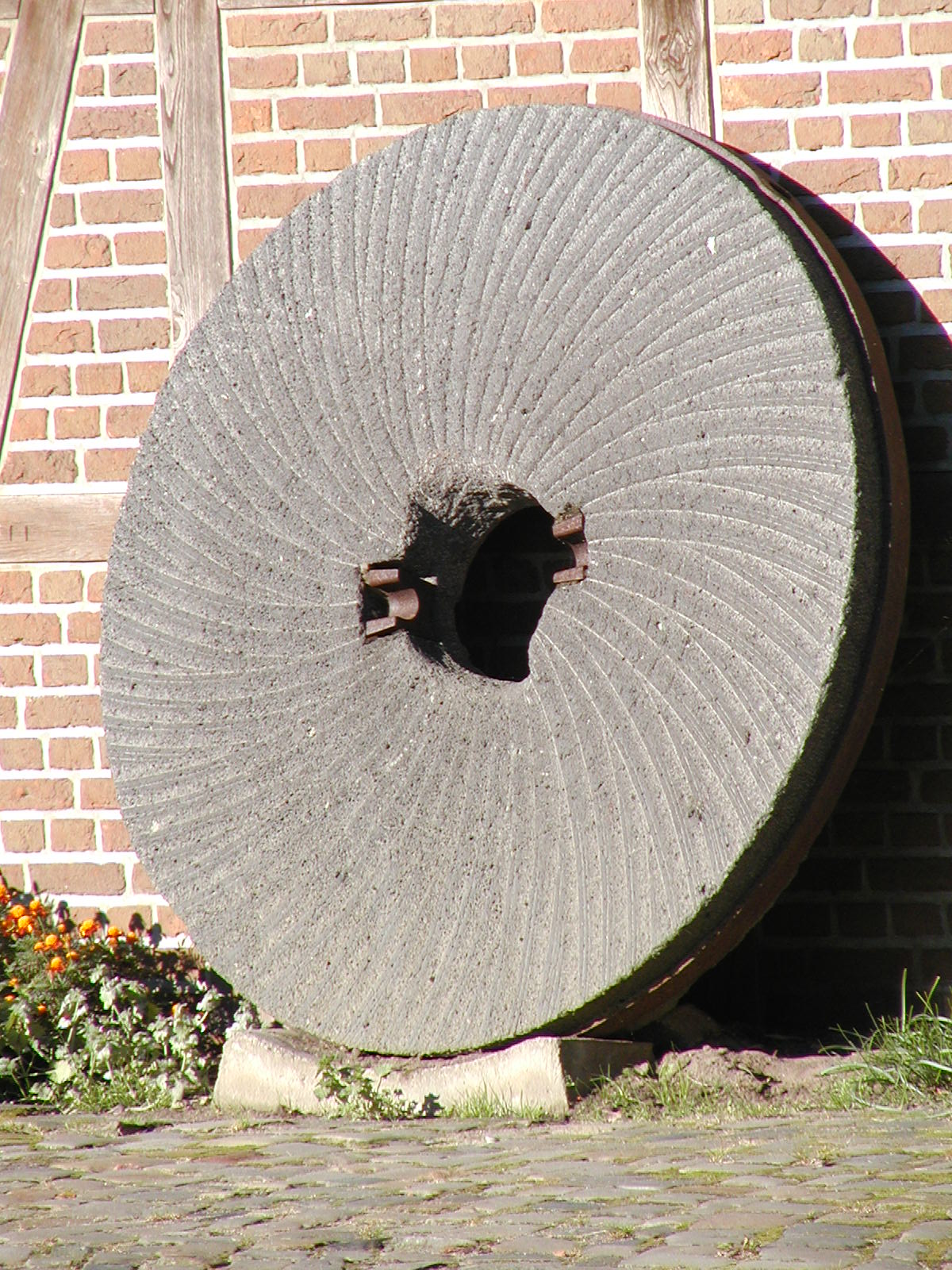
Muela superior móvil o volandera.

El mecanismo de molienda de los molinos más corrientes, que molían granos a gran escala, desde los romanos hasta época recientes y con independencia de donde obtenían la energía, generalmente constaba de una piedra circular fija, llamada solera, que podía llegar a tener un diámetro superior a 8,50 metros y 80 a 120 cm de espesor[cita requerida], sobre la que se movía otra de forma semejante (volandera). En otros casos, la piedra móvil podía ser más pequeña, de forma troncocónica que al girar seguía la forma de la solera; en este caso se llama muela. Podía haber dos o más muelas sobre la solera y se movían mejor que la volandera porque tenía menos rozamiento, pero a cambio se perdía más harina.

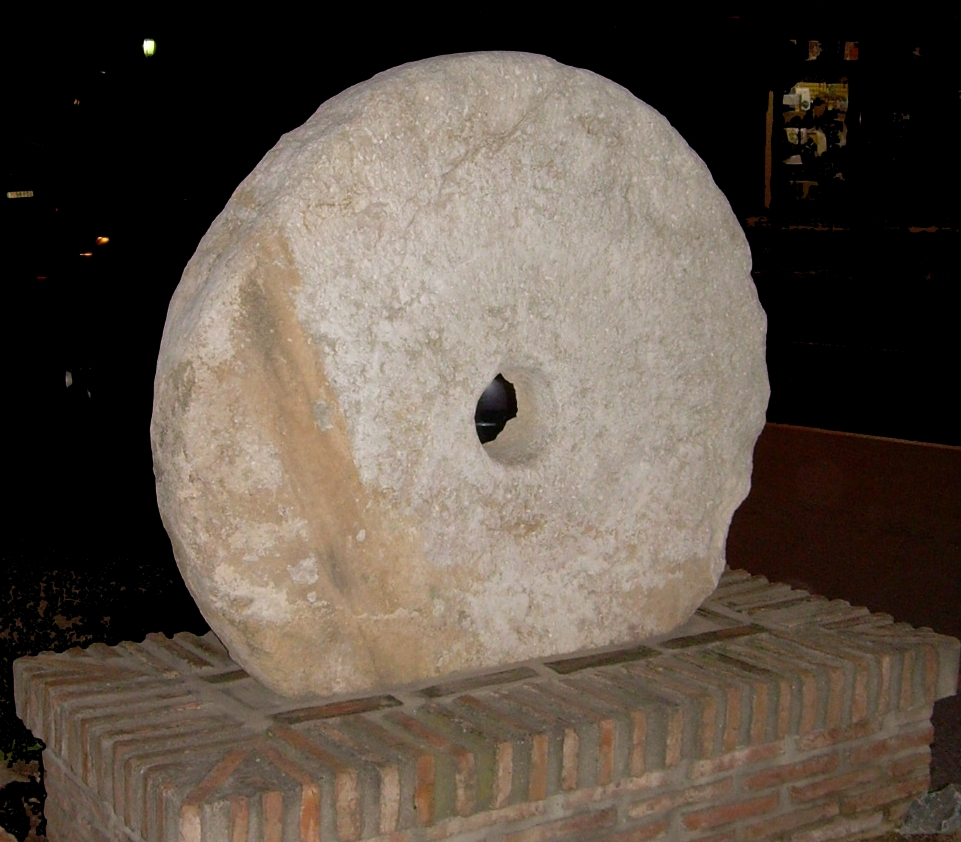
Muela de molino de aceite, usada como decoración.

Para mover la piedra móvil (volandera o muela), se utilizaba la energía eólica (molino de viento), la hidráulica (molino hidráulico o molino de agua), animales (molino de sangre) y, en molinos pequeños, con mecanismos de molienda más sencillos, la manual (un ejemplo doméstico de ellos son los molinillos de café, aunque actualmente son eléctricos en su mayoría).

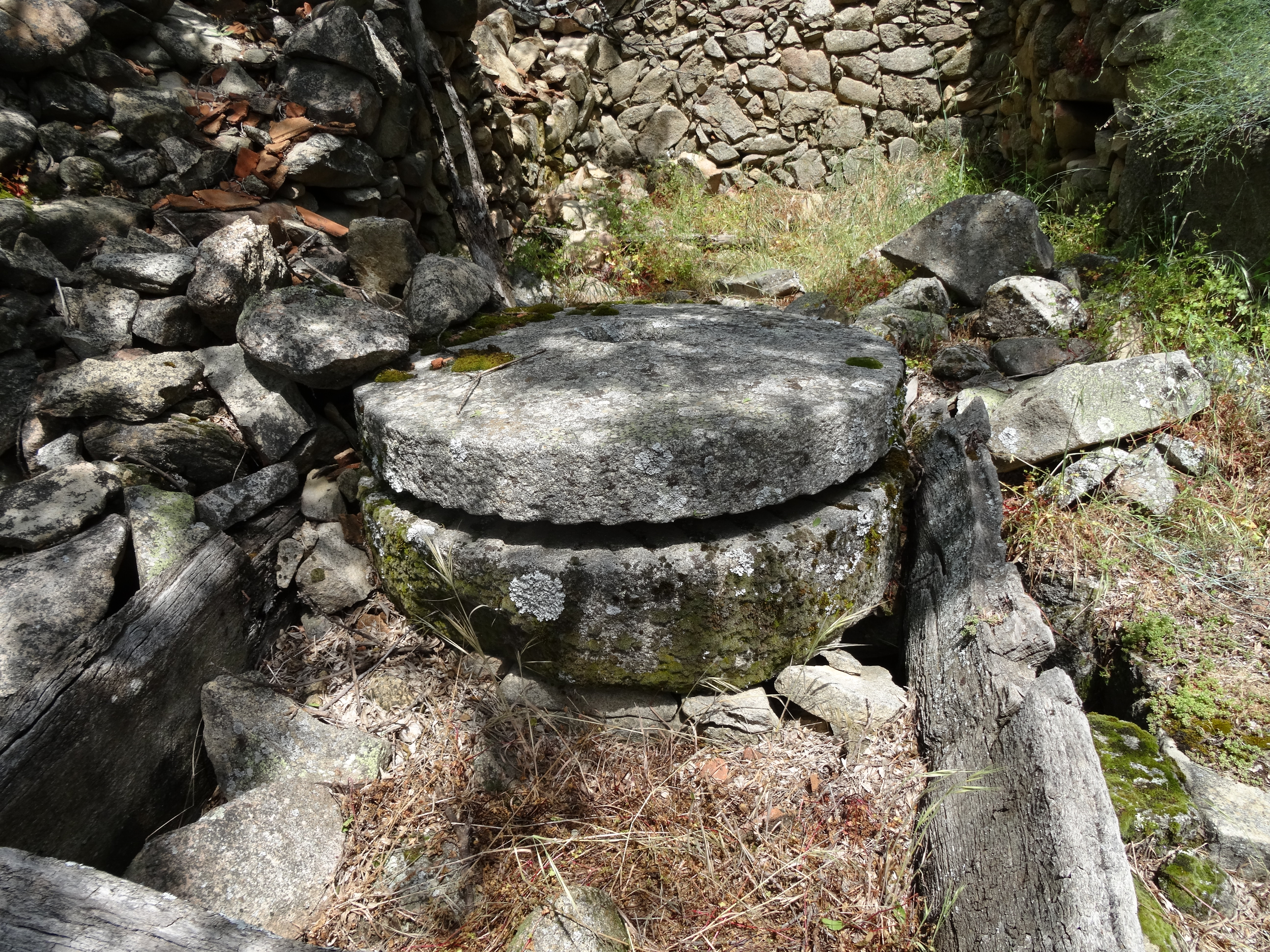
Conjunto de muelas, la inferior (solera) que estaba fija y la superior (volandera), pertenecientes al Molino Medianero del Río de Santa María en Navalmoral de la Sierra (Ávila)

El grano se vertía por un agujero central de la volandera y el polvo molido salía por los bordes, donde se recogía. Una vez molido el grano (de cualquier cereal) y reducido a harina, se utilizaba el cernedor. Era un cilindro inclinado con varias secciones de malla de cedazo, cada una con un tamaño de paso distinto, que se hacía girar mientras la harina pasaba por su interior, dejando pasar cada sección harina de mejor calidad (la más fina, harina de flor) a peor (más gruesa cada vez) y finalmente el salvado o afrecho, que es la cascarilla del grano molida.
La calidad (grosor) de la harina se regulaba mediante un tornillo sin fin que levantaba o bajaba el eje de la volandera para aumentar o disminuir el rozamiento con la solera.
Según lo que se fuese a moler en la región donde se instalaba el molino, se tallaban las piedras con un dibujo diferente. Así, existe un tallado determinado y diferente para moler trigo y cebada, o maíz, o centeno. 
Un sistema de molienda más primitivo, usado en Europa desde el siglo XI, consistía en hacer lo mismo que se hacía con la mano del mortero sobre el almirez, machacando el grano para pulverizarlo, pero con mazos, que se movían con las mismas energías que los anteriores (aire o agua), pasando del movimiento rotativo al alternativo mediante un árbol de levas. Este mecanismo también se usa en los batanes.
También pueden considerarse molinos los que obtienen una sustancia líquida, como el caso del aceite de aceituna, aunque en este caso se suele llamar almazara.

## Molinos de viento

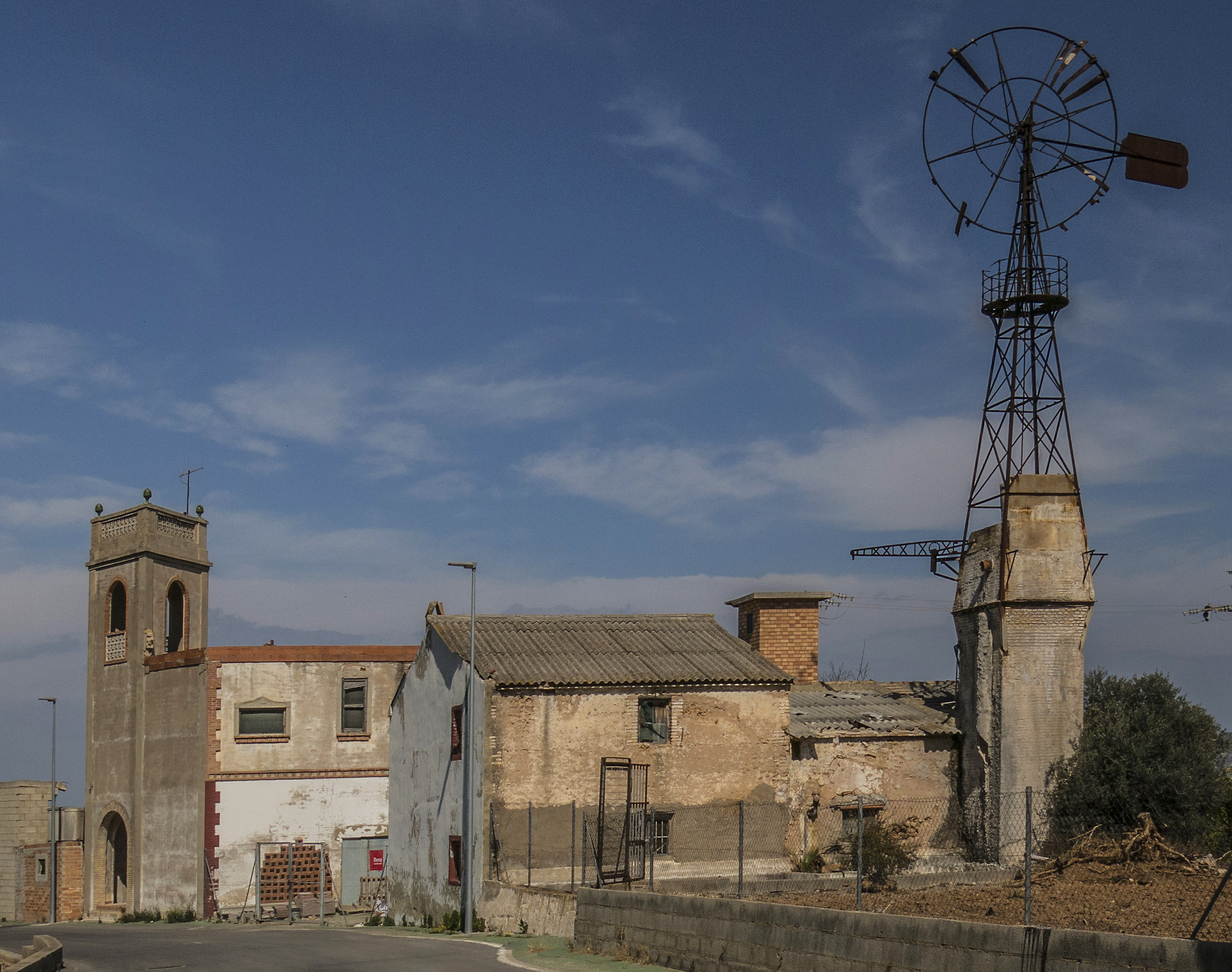
Rueda de viento en Llaurí.

El molino de viento es una estructura que convierte la energía eólica en energía rotacional con el fin principal de moler granos. Es un tipo particular de molino que opera por medio de paletas llamadas «aspas». Aunque la locución se ha extendido a dispositivos con otros fines, tales como extraer agua del subsuelo (bomba de agua eólica) o producir electricidad (aerogenerador). A veces se los describe con el término «aeromotor».

## Molinos hidráulicos

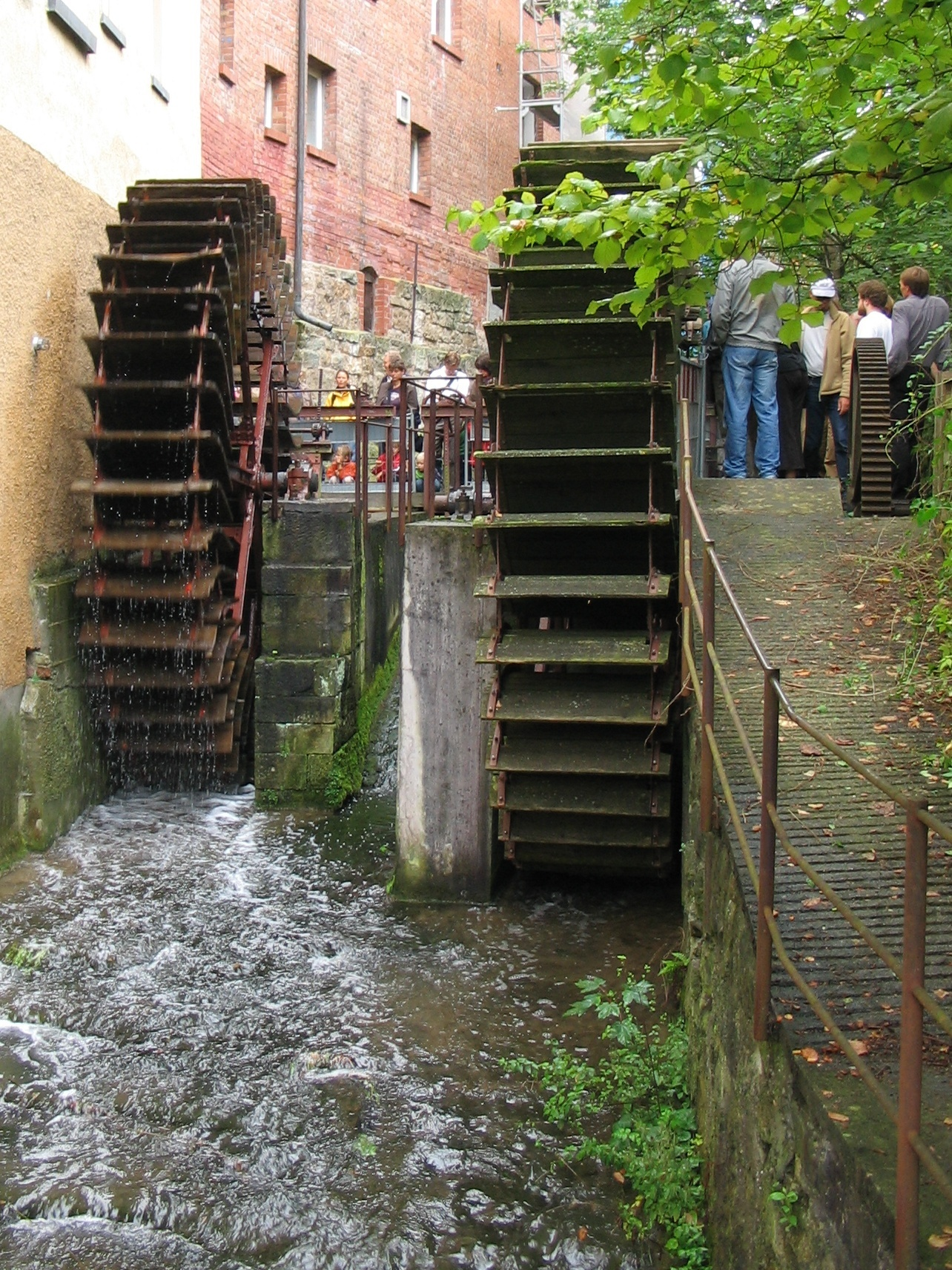
Ruedas verticales de paletas de un molino hidráulico (paletas vitrubianas).

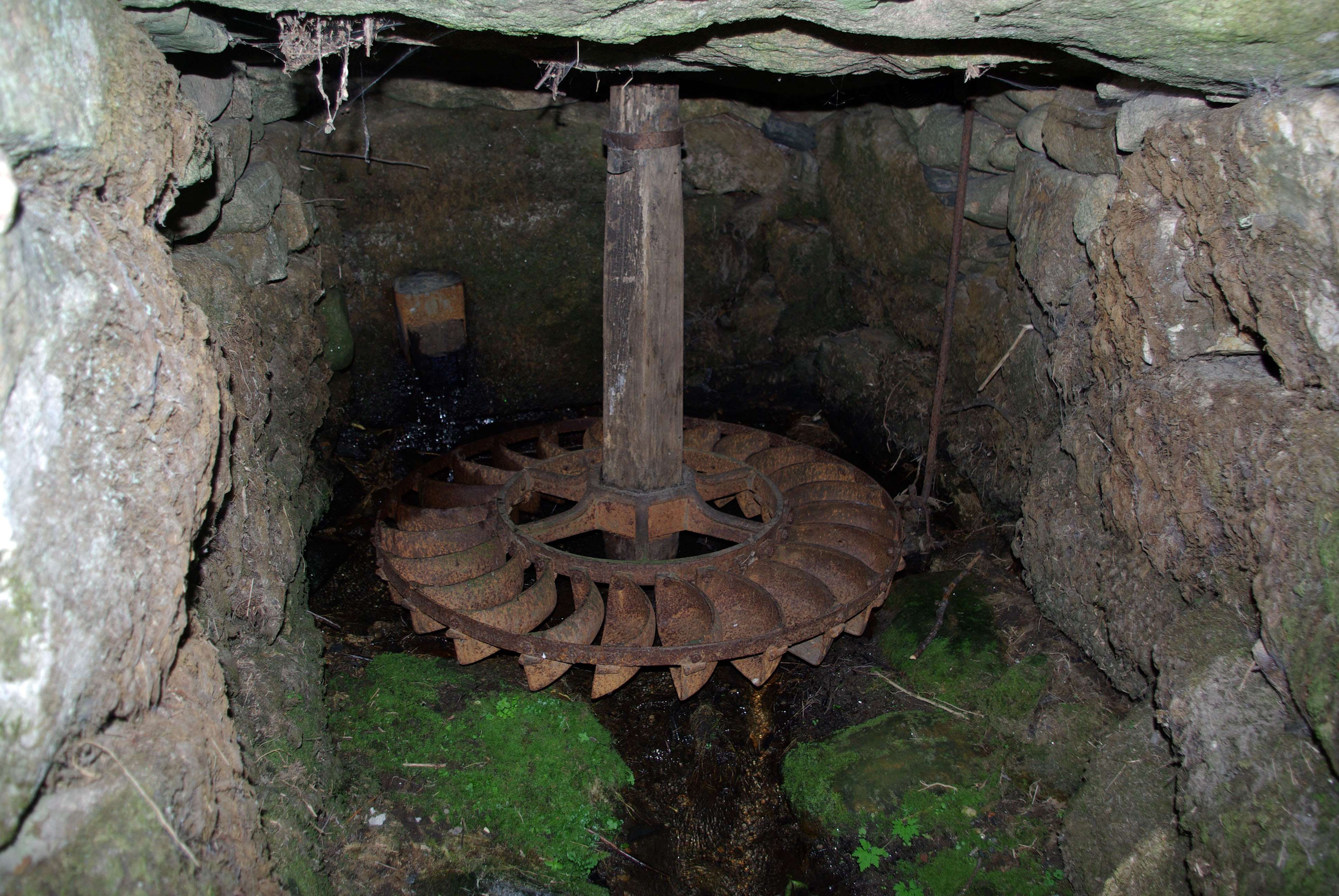
Sistema impulsor de un molino hidráulico de rodezno: saetín concentrador, rueda horizontal (rodezno) y árbol de transmisión.

Los molinos hidráulicos eran molinos harineros de agua, que se hacían en el mismo cauce de un río, de modo que la fuerza de la corriente movía directamente una rueda hidráulica vertical de paletas (ruedas vitrubianas), que mediante un sistema de engranajes (catalina y linterna), y de embragues, transmitían el movimiento de giro del eje horizontal de la rueda al eje vertical de una piedra de moler.
Posteriormente, se idearon ingenios molineros de canal o "de caz", separados o a la vera de los ríos, para lo cual se construía una presa o azud para embalsar el agua y conseguir una diferencia de altura para lograr una mayor presión y volumen suficiente en los lugares donde las corrientes de los ríos eran pequeñas y/o caudal estacional, de modo que se conducía el agua desde el azud por un canal (que se llamaba caz o "cauce"), para hacer precipitar el agua al final, en caída libre, según tres modalidades hidrodinámicas:
1. Sobre una rueda vertical de cangilones (rueda hidráulica gravitatoria), de modo que el agua operaba más por su peso (energía potencial) que por su velocidad (energía cinética), y unos engranajes, como los descritos antes, transmitían el movimiento a las muelas, produciendo la rotación de las mismas.
2. Precipitando el agua a media altura sobre una rueda hidráulica de paletas rectas (rueda vitrubiana); en este caso, con una mayor componente de velocidad, semejante al de los molinos hidráulicos, pero con una alimentación de agua a media altura o basal (cámaras hidráulicas).
3. Haciendo pasar el flujo de agua, al final de la caída, por unos estrechos conductos reforzados llamados saetines[11] o saetillos, que impulsaban y concentraban el chorro de agua a gran presión contra unas ruedas horizontales ("rodetes" o "rodeznos") de cucharas (los álabes), transmitiéndose en este caso un movimiento directamente por un eje vertical (el árbol o "palón") a un aparejo donde se colocaban, por lo general, un juego de piedras de moler (la inferior solera, que estaba fija, y la superior móvil volandera, que se regulaban a través de palancas, y se sustituían con grúas rústicas, llamadas "medialuna" o "cabrios" (de Cabrias, el estratega griego). Por lo general, había un rodezno por cada juego de piedras de moler (las muelas), pero de estas podían haber hasta dos pares, para lo cual se disponía de un sistema de embragues para permutar la funcionalidad de los dos juegos de piedras (cualquiera, los dos, o ninguno). Después de pasar por el rodezno, el agua regresaba al cauce por un canal de retorno, o socaz o ‘caz bajo’.

### Molinos de nave
Una variante de este tipo de molinos es el molino de nave o flotante, semejante en todo a los descritos de rueda vitrubiana, pero instalados en una barcaza o en una especie de catamarán, que en tiempo de molienda recorría el río buscando trabajo a lo largo de sus orillas.

### Otros usos de esta energía

Serrería romana de Hierápolis. Del siglo III, es la muestra más antigua del mecanismo biela-manivela.

Aceñas y batanes, ingenios de energía mecánica mencionados en el Quijote, fueron asimismo usados en las serrerías.
Un sistema semejante proporcionaba energía mecánica al llamado artificio de Juanelo, que construyó Juanelo Turriano para subir el agua del río Tajo a la ciudad de Toledo.
Algunos molinos y sus azudes se conservan para producir energía eléctrica (minihidráulica), pero llevando el agua por un conducto cerrado desde el fondo del embalse hasta una turbina, con mucho mayor rendimiento que con la antigua rueda hidráulica.

## Molinos de tracción a sangre

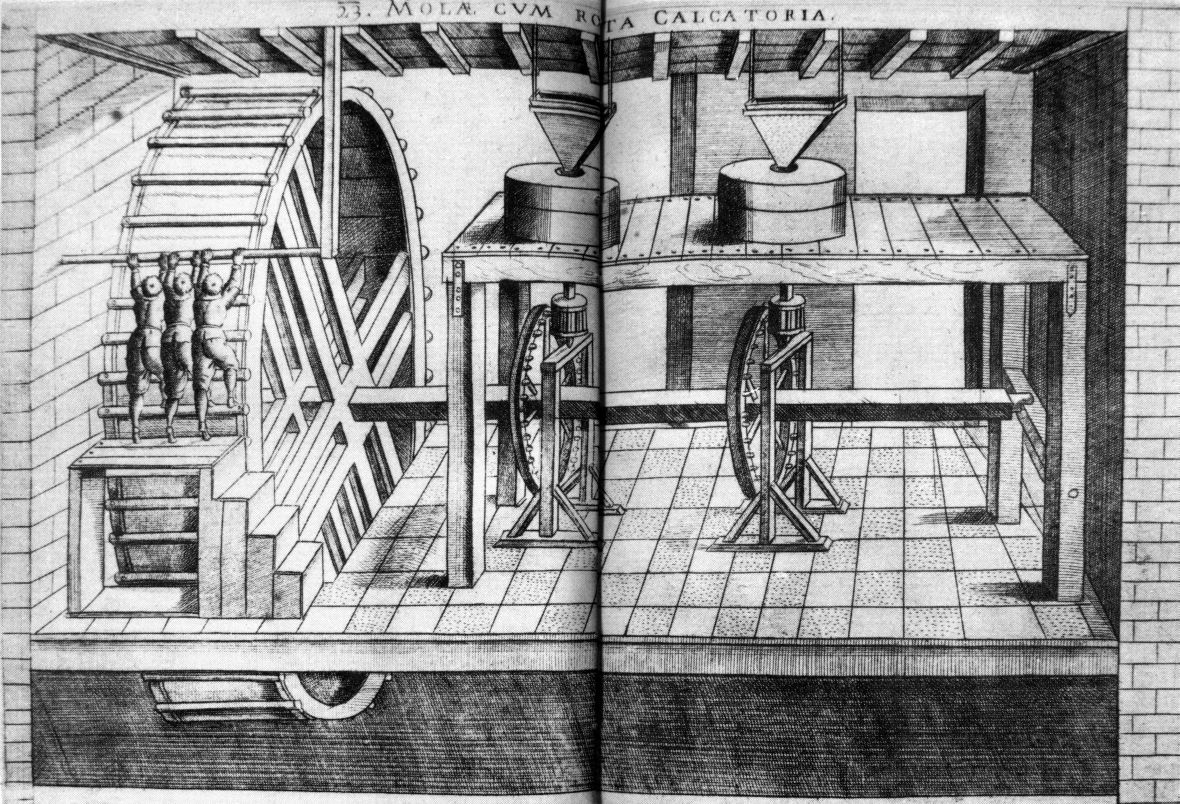
Molino de tracción humana dibujado por el humanista e inventor veneciano Fausto Verancio en su «Rota Calcatoria» (siglo xvi).

En lugares sin vientos ni ríos aprovechables, se construyeron molinos llamados “de tracción a sangre”. El molino propiamente dicho estaba en una primera planta y el eje que movía la volandera seguía hasta la baja, donde le cruzaban unos maderos a los que se enganchaban mulas o bueyes, que caminaban en círculo, para mover la piedra.

### Molinos de tracción a sangre pequeños
Los procesos antiguos de molienda se hacían con artefactos manuales, de varios tipos:
- Molino manual de piedra usado por los celtíberos, en el agujero central se introduce el grano, poco a poco, y dentro del agujero pequeño (arriba de la imagen de la volandera) se introducía un palo, para dar vueltas al molino, que giraba sobre otra pieza de piedra estática, solera. En la península ibérica, se han hallado ejemplos como los del yacimiento arqueológico del Cabezo de Alcalá, en Azaila (Teruel), de época ibero-romana, fechado en torno al siglo i. En algunas zonas de Canarias e Iberoamérica se conoce este tipo de molinos como " de tahona".[cita requerida]

### Norias movidas por tracción animal yrabiles

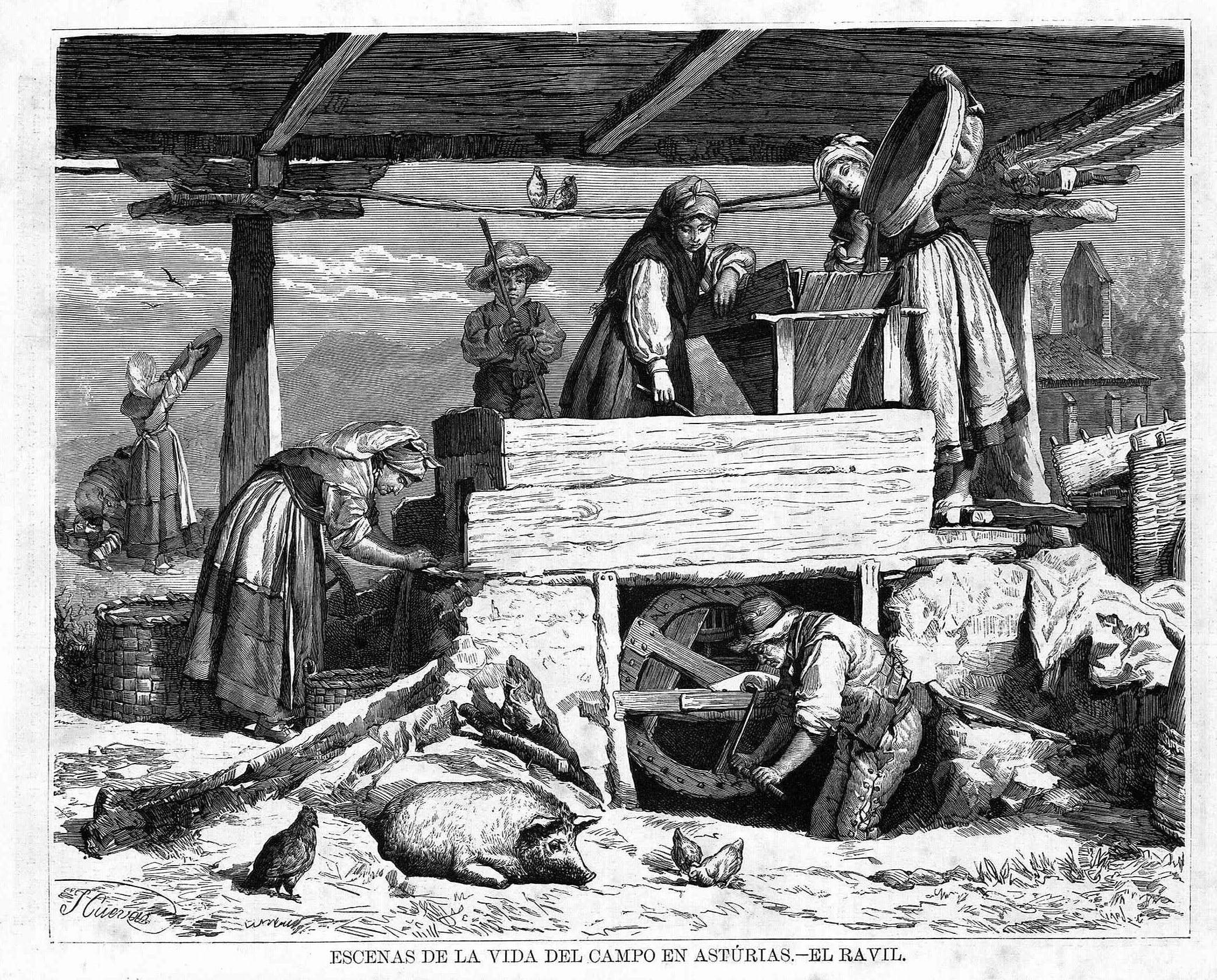
Escenas de la vida del campo en Asturias: el «ravil», en La Ilustración de Galicia y Asturias.

Similares a los “molinos de tracción a sangre” y con elementos de los de tracción hidráulica, hay que catalogar las norias para sacar agua de pozos someros y regar campos, mediante una rueda de cangilones movida por una caballería que gira en círculo con los ojos tapados. Este tipo puede documentarse en los cuatro grandes continentes con variantes endémicas y elementos comunes.
Un tipo de molino singular, movido manualmente y usado en siglos pasados en el norte de España, típico de Asturias y Cantabria, es el «rabil», «ravil», «rapín», también conocido como «molino de pisar» o «rabilucu» o «rabilón» en la montaña de Santander, Se empleaba para la separación del trigo chamorro, también conocido como «rapín» o «escanda», de la paja.

## Molinos de marea
Otro medio de proporcionar energía a los molinos es aprovechar la energía del agua del mar, en las mareas. Los molinos de marea se sitúan a orillas del mar, y la energía para moverlos se conseguía gracias a la subida y bajada del agua del mar debida a las mareas. A partir del siglo XII se utilizaron en las costas de Inglaterra, Países Bajos, norte de España y Portugal. Se conserva, entre otros, uno de estos molinos en la localidad de Soano en Cantabria. 

## Molinos con energía química
Desde la aparición de las máquinas movidas por energía química (energía procedente de la combustión de ciertas sustancias) se aplicaron estos artefactos a la molienda. En los primeros tiempos tomaron el nombre de molinos de fuego puesto que su fuerza motriz dependía de la combustión. Primero fue la máquina de vapor y luego las de combustión interna.
En la actualidad, los cereales se muelen mediante energía eléctrica o energía química (motores de explosión), mientras que los mecanismos consisten en una serie de rodillos apretados mediante muelles (molino de barras) que van desmenuzando el grano y depositando el resultado en un sistema de cernido que, generalmente, funciona por centrifugación. Una de las ventajas de estos molinos modernos, es que todo el sistema está cerrado y el polvo de la molienda (harina) no se pierde, como ocurría con una parte importante en los antiguos.

## Otros tipos de molino

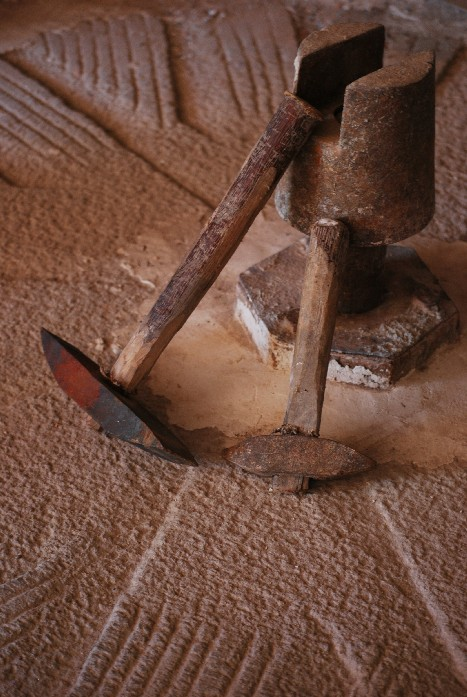
Herramientas usadas para tallar la piedra del molino. El dibujo de las piedras se va desgastando con el rozamiento diario, así que este trabajo se debe realizar cada cierto tiempo para mantener las propiedades de molienda en estado óptimo. La imagen muestra una piedra de moler trigo; sobre el soporte de hierro que se aprecia va montada la piedra superior.

- Molino de bolas usado en la industria minera para pulverizar materias que han sufrido previamente un proceso de machaqueo; reduce a polvo la materia prima mediante la rotación de un tambor que contiene bolas de acero o de otro material.
- Molino de barras es el usado para reducir a polvo la materia prima mediante la rotación de un tambor que contiene barras de acero o de otro material. Este tipo de molinos se utiliza con frecuencia en la industria minera.
- Molino de martillos, utilizado con frecuencia en la industria minera para reducir la mena de forma granulométrica; funciona mediante la rotación de un eje al que están adosados martillos de aleaciones duras.

## Tratados con nociones de molinología
Entre los estudios tanto clásicos como recientes, pueden citarse los de 
- Vitruvio, arquitecto e ingeniero militar romano del siglo I.[20]

- Jerónimo Girava, cosmógrafo e ingeniero tarraconense, autor del tratado titulado Declaración del uso y fábrica de los Instrumentos de agua, molinos y Otras cosas, visto en la Biblioteca de Milán por Gerolamo Cardano y del que Juan de Herrera tuvo un ejemplar en su biblioteca. Del que no se ha conservado ninguna copia.[21]

- Juanelo Turriano, supuesto autor de Los veintiún libros de los ingenios y máquinas, tratado conocido como pseudo Juanelo, manuscrito perdido del siglo xvi del que se conservan tres copias y que trata fundamentalmente sobre ingeniería hidráulica.[a][22]

Y la Architecture Hydraulique, obra de Bernard Forest de Bélidor, publicada en 1739.